# B. J. Thomas
Billy Joe "B. J" Thomas, (sinh ngày 7 tháng 8 năm 1942 - mất ngày 29 tháng 5 năm 2021), là một ca sĩ nổi tiếng người Mỹ. Ông được biết đến qua các ca khúc phổ biến vào thập niên 60 và 70, thời điểm chúng thường xuyên có mặt trên các bảng xếp hạng nhạc pop, nhạc đồng quê và âm nhạc Cơ Đốc.

## Sự nghiệp
Thomas lớn lên tại Houston, Texas, và tốt nghiệp trường phổ thông Consolidated, Rosenberg. Trước khi bắt đầu sự nghiệp cá nhân, khi còn ở tuổi thiếu niên ông đã hát cho một dàn đồng ca nhà thờ, sau đó ông tham gia nhóm nhạc kịch The Triumphs. Trong những năm trung học, ông kết bạn với Roy Head của nhóm Roy Head and The Traits. The Traits và The Triumphs đã tổ chức một vài sự kiện Battle of the Bands vào đầu những năm 1960.
Năm 1966, B.J. Thomas và The Triumphs phát hành album đầu tay, "I’m So Lonesome I Could Cry" (qua hãng thu âm Pacemaker). Đĩa đơn đầu tiên cùng tên album là một ca khúc của Hank William đã bán được hơn 1 triệu bản và đạt chứng nhận đĩa vàng. Đĩa đơn thứ 2 "Mama" leo lên vị trí thứ 22 trong các bảng xếp hạng. Cùng năm đó, B.J phát hành album cá nhân đầu tay cùng tên, thông qua công ty thu âm Scepters.
Thomas đã trở lại và đạt được một số thành công nhất định vào năm 1968, đầu tiên với ca khúc "The Eyes of a New York Woman", sau đó 5 tháng với một ca khúc còn nổi tiếng hơn "Hooked on a Feeling" tràn ngập những âm thanh của đàn sitar điện tử. Ca khúc này được phát hành trong album "On My Way" và trở thành ca khúc thứ hai của Thomas tiêu thụ được hơn 1 triệu bản. Một năm sau, với ca khúc "Raindrops Keep Fallin’ on My Head", một sáng tác của Burt Bacharach/Hal David xuất hiện trong bộ phim "Butch Cassidy and the Sundance Kid", Thomas đã giành được giải Oscar danh giá cho hạng mục Ca khúc nhạc phim xuất sắc nhất. Đồng thời, ca khúc này cũng rất thành công về mặt thương mại khi trở thành đĩa đơn thứ ba của Thomas bán được hơn 1 triệu bản và đứng thứ 1 tại bảng xếp hạng Billboard Hot 100 vào tháng 1 năm 1970. Trong thập niên 1970, Thomas còn có một số ca khúc nổi tiếng khác như "Everybody's Out of Town", "I Just Can't Help Believing" (đứng thứ 9 năm 1970, được thu âm lại bởi Elvis Presley), "No Love At All", "Mighty Clouds of Joy", và "Rock and Roll Lullaby".]
Những ca khúc nổi tiếng đầu tiên của Thomas gắn liền với hãng thu âm Scepter, nơi ông ký hợp đồng trong 6 năm. Thomas rời Scepter năm 1972 và dành một giai đoạn ngắn, từ năm 1973 đến 1974 đầu quân cho hãng thu âm Paramount. Vào thời gian này ông phát hành 2 album, "Songs" (1973) và "Longhorns & London Bridges" (1974).
Năm 1975, Thomas phát hành album Reunion dưới hãng thu âm ABC, sau khi rời Paramout. Album này bao gồm ca khúc "(Hey Won’t You Play) Another Somebody Done Somebody Wrong Song", ca khúc có tự đề dài nhất từng đứng thứ 1 tại Billboard Hot 100. Đây cũng là hit lớn đầu tiên của Thomas kể từ năm 1972, đã đem về cho ông chứng nhận đĩa vàng thứ 4.
Năm 1976, Thomas tung ra album "Home Where I Belong", sản xuất bởi Chris Christian thuộc hãng thu âm Myrrh, album nhạc gospel đầu tiên của ông. "Home Where I Belong" đem lại cho Thomas chứng nhận đĩa bạch kim đầu tiên, và đưa ông trở thành nghệ sĩ nhạc Christian đương đại danh tiếng nhất lúc bấy giờ.
Ký hợp đồng với MCA, Thomas và Chris Christian đã thu âm ca khúc Top 40 cuối cùng của ông, "Don’t Worry Baby", nằm trong album nhạc pop cuối cùng. Ca khúc "Still the Lovin’ Is Fun" cũng nằm trong album này.
Trong thập niên 80, sự thành công đến từ các bảng xếp hạng nhạc pop dần dần được thay thế bởi các bảng xếp hạng nhạc đồng quê, trong đó có 2 ca khúc năm 1983, "Whatever Happened to Old-Fashioned Love" và "New Looks from an Old Lover" đều đứng đầu các bảng xếp hạng, và ca khúc "Two Car Garage" đứng thứ 3. năm 1981, vào sinh nhật lần thứ 39, Thomas trở thành thành viên thứ 60 của Grand Ole Opry.
Ngoài các ca khúc cá nhân, Thomas cũng thành công với các ca khúc hợp tác khác, trong đó có "As Long As We Got Each Other" song ca cùng Jenifer Warners và là nhạc nền cho "Growing Pains". Phiên bản sau đó được sử dụng cho mùa thứ tư của chương trình được thu âm bởi ca sĩ người Anh Dusty Springfield. Thomas phát hành ca khúc này lần đầu tiên trong album "Throwing Rocks at the Moon" năm 1985.
Thomas cũng là tác giả của 2 cuốn sách bao gồm cuốn tự truyện "Home Where I Belong", và tham gia diễn xuất trong bộ phim điện ảnh "Jory" và "Jake’s Corner". Một vài thương hiệu như Coca-Cola, Pepsi và Bell sử dụng giọng hát và âm nhạc của Thomas trong các quảng cáo của mình. Ngày 31 tháng 12 năm 2011, Thomas tham gia trình diễn tại sự kiện 2011 Hyundai Sun Bowl tại El Paso, Texas.
Ngày 2 tháng 4 năm 2013, Thomas phát hành "The Living Room Sessions", một album tuyển tập các ca khúc nổi tiếng của ông được ghi âm lại dưới dạng acoustic. Thomas đã tiến hành thu âm album này với sự có mặt của các khách mời, những người góp mặt tại 7 trên tổng số 12 ca khúc của album.
Ngày 3 tháng 12 năm 2013, Tổ chức khoa học và nghệ thuật hàn lâm quốc gia thông báo đĩa đơn "Raindrops Keep Fallin’ on My Head" phát hành năm 1969 được ghi danh vào Đại sảnh danh vọng Grammy.
Vào tháng 3 năm 2021, Thomas thông báo rằng ông được chẩn đoán mắc bệnh ung thư phổi giai đoạn 4. Ông qua đời vì căn bệnh này vào ngày 29 tháng 5 năm 2021 tại Arlington, Texas hưởng thọ 78 tuổi.

## Grammy
- 1977 "Home Where I Belong"  - Grammy Award for Best Inspirational Performance
- 1978 "Happy Man" - Grammy Award for Best Inspirational Performance
- 1979 "You Gave Me Love (When Nobody Gave Me A Prayer)" - Grammy Award for Best Inspirational Performance
- 1980 "The Lord's Prayer" - Grammy Award for Best Gospel Performance, Contemporary
- 1981 "Amazing Grace" - Grammy Award for Best Inspirational Performance
- 2014 "Raindrops Keep Fallin' on My Head" - Grammy Hall of Fame Award

## Danh sách album
| Year | Title                                                        | Peak chart positions | Peak chart positions | Peak chart positions | Label           |
| Year | Title                                                        | US                   | US Country           | CAN                  | Label           |
| ---- | ------------------------------------------------------------ | -------------------- | -------------------- | -------------------- | --------------- |
| 1966 | I'm So Lonesome I Could Cry                                  |                      |                      |                      | Scepter Records |
| 1966 | Tomorrow Never Comes                                         |                      |                      |                      | Scepter Records |
| 1967 | Sings For Lovers and Losers                                  |                      |                      |                      | Scepter Records |
| 1968 | On My Way                                                    | 133                  |                      |                      | Scepter Records |
| 1969 | Young and in Love                                            |                      |                      |                      | Scepter Records |
| 1969 | Raindrops Keep Fallin' on My Head                            | 12                   |                      | 10                   | Scepter Records |
| 1970 | Greatest Hits, Vol. 1                                        | 90                   |                      |                      | Scepter Records |
| 1970 | Everybody's Out of Town                                      | 72                   |                      | 71                   | Scepter Records |
| 1970 | Most of All                                                  | 67                   |                      | 44                   | Scepter Records |
| 1971 | Greatest Hits, Vol. 2                                        | 92                   |                      |                      | Scepter Records |
| 1972 | B. J. Thomas Country                                         | 209                  |                      |                      | Scepter Records |
| 1972 | Billy Joe Thomas                                             | 145                  |                      |                      | Scepter Records |
| 1973 | Songs                                                        | 221                  |                      |                      | Paramount       |
| 1974 | Longhorns & Londonbridges                                    |                      |                      |                      | Paramount       |
| 1975 | Reunion                                                      | 59                   | 2                    | 40                   | ABC             |
| 1975 | Help Me Make It (To My Rockin' Chair)                        |                      | 26                   |                      | ABC             |
| 1976 | Home Where I Belong                                          |                      |                      |                      | Myrrh           |
| 1977 | B. J. Thomas                                                 | 114                  | 39                   |                      | MCA             |
| 1978 | Everybody Loves A Rain Song                                  |                      |                      |                      | MCA             |
| 1979 | Happy Man                                                    |                      |                      |                      | Myrrh           |
| 1979 | You Gave Me Love (When Nobody Gave Me a Prayer)              |                      |                      |                      | Word            |
| 1980 | The Best Of B.J. Thomas                                      |                      |                      |                      | Myrrh           |
| 1980 | For The Best                                                 |                      |                      |                      | MCA/Songbird    |
| 1980 | In Concert                                                   |                      |                      |                      | MCA/Songbird    |
| 1981 | Amazing Grace                                                |                      |                      |                      | Word            |
| 1981 | Some Love Songs Never Die                                    |                      |                      |                      | MCA             |
| 1982 | As We Know Him                                               |                      |                      |                      | MCA             |
| 1982 | Miracle                                                      |                      |                      |                      | Myrrh           |
| 1982 | Peace in the Valley                                          |                      |                      |                      | Myrrh           |
| 1983 | Love Shines                                                  |                      |                      |                      | Priority        |
| 1983 | New Looks                                                    | 193                  | 13                   |                      | Columbia        |
| 1983 | The Great American Dream                                     |                      | 27                   |                      | Columbia        |
| 1984 | ShiningA                                                     |                      | 40                   |                      | Columbia        |
| 1985 | Throwin' Rocks at the Moon                                   |                      |                      |                      | Columbia        |
| 1985 | You Gave Me Love (When Nobody Gave Me A Prayer)              |                      |                      |                      | Myrrh           |
| 1986 | Night Life                                                   |                      |                      |                      | Columbia        |
| 1986 | All Is Calm, All Is Bright                                   |                      |                      |                      | Columbia        |
| 1987 | Hey Won't You Play Another Somebody Done Somebody Wrong Song |                      |                      |                      | MCA             |
| 1989 | Midnight Minute                                              |                      |                      |                      | Reprise         |
| 1991 | As We Knew Him                                               |                      |                      |                      | MCA             |
| 1991 | Jesus Hearted People                                         |                      |                      |                      | MCA             |
| 1992 | Back Against the Wall                                        |                      |                      |                      | Reprise         |
| 1992 | Rock & Roll Lullaby                                          |                      |                      |                      | Trace           |
| 1994 | Still Standing Here                                          |                      |                      |                      | Laurie          |
| 1995 | Precious Memories                                            |                      |                      |                      | Warner Bros.    |
| 1995 | Scenes of Christmas                                          |                      |                      |                      | Cross Three     |
| 1996 | B. J. Thomas Sings Hank Williams and Other Favorites         |                      |                      |                      | Buckboard       |
| 1997 | I Believe                                                    |                      |                      |                      | Warner Bros.    |
| 1997 | Christmas Is Coming Home                                     |                      |                      |                      | Warner Resound  |
| 1998 | Sounds of Christmas                                          |                      |                      |                      | Kardina         |
| 2000 | You Call That a Mountain                                     |                      |                      |                      | Kardina         |
| 2005 | That Christmas Feeling                                       |                      |                      |                      | Madacy          |
| 2006 | We Praise: Glorify Thy Name                                  |                      |                      |                      | Braun Media     |
| 2006 | We Praise: Just as I Am                                      |                      |                      |                      | Braun Media     |
| 2007 | Home for Christmas                                           |                      |                      |                      | Lifestyles      |
| 2009 | Once I Loved                                                 |                      |                      |                      | Honeyman Music  |
| 2012 | The Complete Scepter Singles                                 |                      |                      |                      | Real Gone Music |
| 2013 | The Living Room Sessions                                     |                      | 39                   |                      | Wrinkled        |

## Danh sách đĩa đơn
| Year | Title                                                            | Peak chart positions | Peak chart positions | Peak chart positions | Peak chart positions | Peak chart positions | Peak chart positions | Peak chart positions | Album                                           |
| Year | Title                                                            | US AC                | US                   | US Country           | US Christian (CHR)   | CAN AC               | CAN                  | CAN Country          | Album                                           |
| ---- | ---------------------------------------------------------------- | -------------------- | -------------------- | -------------------- | -------------------- | -------------------- | -------------------- | -------------------- | ----------------------------------------------- |
| 1966 | "I'm So Lonesome I Could Cry"                                    | —                    | 8                    | —                    | —                    | —                    | 2                    | —                    | I'm So Lonesome I Could Cry                     |
| 1966 | "Mama"                                                           | —                    | 22                   | —                    | —                    | —                    | 12                   | —                    | I'm So Lonesome I Could Cry                     |
| 1966 | "Billy and Sue"                                                  | —                    | 34                   | —                    | —                    | —                    | 23                   | —                    | Greatest Hits, Volume 1                         |
| 1966 | "Bring Back the Time"                                            | —                    | 75                   | —                    | —                    | —                    | 53                   | —                    | I'm So Lonesome I Could Cry                     |
| 1966 | "Tomorrow Never Comes"                                           | —                    | 80                   | —                    | —                    | —                    | 89                   | —                    | Tomorrow Never Comes                            |
| 1966 | "Plain Jane"                                                     | —                    | 129                  | —                    | —                    | —                    | —                    | —                    | Tomorrow Never Comes                            |
| 1967 | "I Can't Help It (If I'm Still in Love with You)"                | —                    | 94                   | —                    | —                    | —                    | —                    | —                    | Sings For Lovers and Losers                     |
| 1968 | "The Eyes of a New York Woman"                                   | —                    | 28                   | —                    | —                    | —                    | 29                   | —                    | On My Way                                       |
| 1968 | "Hooked on a Feeling"                                            | —                    | 5                    | —                    | —                    | —                    | 3                    | —                    | On My Way                                       |
| 1969 | "It's Only Love"                                                 | 37                   | 45                   | —                    | —                    | —                    | 24                   | —                    | Young and in Love                               |
| 1969 | "Pass the Apple Eve"                                             | —                    | 97                   | —                    | —                    | —                    | 78                   | —                    | Young and in Love                               |
| 1969 | "Raindrops Keep Fallin' on My Head"                              | 1                    | 1                    | —                    | —                    | 1                    | 1                    | —                    | Raindrops Keep Fallin' on My Head               |
| 1970 | "Everybody's Out of Town"                                        | 3                    | 26                   | —                    | —                    | —                    | 18                   | —                    | Everybody's Out of Town                         |
| 1970 | "I Just Can't Help Believing"                                    | 1                    | 9                    | —                    | —                    | —                    | 18                   | —                    | Everybody's Out of Town                         |
| 1970 | "Most of All"                                                    | 2                    | 38                   | —                    | —                    | 13                   | 20                   | —                    | Most of All                                     |
| 1971 | "No Love at All"                                                 | 4                    | 16                   | —                    | —                    | 12                   | 16                   | —                    | Most of All                                     |
| 1971 | "Mighty Clouds of Joy"                                           | 8                    | 34                   | —                    | —                    | 25                   | 26                   | —                    | Greatest Hits, Vol. 2                           |
| 1971 | "Long Ago Tomorrow"                                              | 13                   | 61                   | —                    | —                    | —                    | 57                   | —                    | Greatest Hits, Vol. 2                           |
| 1972 | "Rock and Roll Lullaby"                                          | 1                    | 15                   | —                    | —                    | 8                    | 7                    | —                    | Billy Joe Thomas                                |
| 1972 | "That's What Friends Are For"                                    | 38                   | 74                   | —                    | —                    | —                    | —                    | —                    | Billy Joe Thomas                                |
| 1972 | "Happier Than the Morning Sun"                                   | 31                   | 100                  | —                    | —                    | —                    | —                    | —                    | Billy Joe Thomas                                |
| 1973 | "Songs"                                                          | 41                   | —                    | —                    | —                    | —                    | —                    | —                    | Songs                                           |
| 1975 | "(Hey Won't You Play) Another Somebody Done Somebody Wrong Song" | 1                    | 1                    | 1                    | —                    | 1                    | 3                    | 2                    | Reunion                                         |
| 1975 | "Help Me Make It (To My Rockin' Chair)"                          | 5                    | 64                   | 37                   | —                    | 9                    | 67                   | —                    | Help Me Make It (To My Rockin' Chair)           |
| 1977 | "Home Where I Belong"                                            | —                    | —                    | 98                   | 21                   | —                    | —                    | —                    | Home Where I Belong                             |
| 1977 | "Don't Worry Baby"                                               | 2                    | 17                   | —                    | —                    | 1                    | 12                   | —                    | B. J. Thomas                                    |
| 1977 | "Still the Lovin' Is Fun"                                        | 8                    | 77                   | —                    | —                    | 13                   | 86                   | —                    | B. J. Thomas                                    |
| 1978 | "Everybody Loves a Rain Song"                                    | 2                    | 43                   | 25                   | —                    | 11                   | 43                   | 34                   | Everybody Loves A Rain Song                     |
| 1979 | "We Could Have Been the Closest of Friends"                      | —                    | —                    | 86                   | —                    | —                    | —                    | —                    | Released as single only                         |
| 1979 | "God Bless the Children"                                         | 38                   | —                    | —                    | —                    | —                    | —                    | —                    | On This Christmas Night (various artists)       |
| 1979 | "Happy Man"                                                      | —                    | —                    | —                    | 5                    | —                    | —                    | —                    | Happy Man                                       |
| 1979 | "What a Difference You've Made"                                  | —                    | —                    | —                    | 6                    | —                    | —                    | —                    | Happy Man                                       |
| 1979 | "He's Got It All in Control"                                     | —                    | —                    | —                    | 18                   | —                    | —                    | —                    | Happy Man                                       |
| 1979 | "From the Start"                                                 | —                    | —                    | —                    | 20                   | —                    | —                    | —                    | Happy Man                                       |
| 1980 | "Jesus on My Mind"                                               | —                    | —                    | —                    | 1                    | —                    | —                    | —                    | You Gave Me Love (When Nobody Gave Me a Prayer) |
| 1980 | "The Faith of a Little Child"                                    | —                    | —                    | —                    | 7                    | —                    | —                    | —                    | You Gave Me Love (When Nobody Gave Me a Prayer) |
| 1980 | "Walkin' On a Cloud"                                             | 30                   | —                    | —                    | —                    | —                    | —                    | —                    | For The Best                                    |
| 1980 | "Nothin' Could Be Better"                                        | —                    | —                    | —                    | 19                   | —                    | —                    | —                    | For The Best                                    |
| 1980 | "Everything Always Works Out For the Best"                       | —                    | —                    | —                    | 10                   | —                    | —                    | —                    | For The Best                                    |
| 1981 | "Some Love Songs Never Die"                                      | 34                   | —                    | 27                   | —                    | —                    | —                    | —                    | Some Love Songs Never Die                       |
| 1981 | "I Recall a Gypsy Woman"                                         | —                    | —                    | 22                   | —                    | —                    | —                    | 47                   | Some Love Songs Never Die                       |
| 1982 | "Satan, You're a Liar"                                           | —                    | —                    | —                    | 6                    | —                    | —                    | —                    | Miracle                                         |
| 1982 | "But Love Me"                                                    | 27                   | —                    | —                    | —                    | —                    | —                    | —                    | As We Know Him                                  |
| 1983 | "Whatever Happened to Old-Fashioned Love"                        | 13                   | 93                   | 1                    | —                    | —                    | —                    | 1                    | New Looks                                       |
| 1983 | "New Looks from an Old Lover"                                    | —                    | —                    | 1                    | —                    | —                    | —                    | 6                    | New Looks                                       |
| 1983 | "Pray for Me"                                                    | —                    | —                    | —                    | 4                    | —                    | —                    | —                    | Love Shines                                     |
| 1983 | "Two Car Garage"                                                 | 44                   | —                    | 3                    | —                    | —                    | —                    | 1                    | The Great American Dream                        |
| 1984 | "The Whole World's in Love When You're Lonely"                   | —                    | —                    | 10                   | —                    | —                    | —                    | 15                   | Shining                                         |
| 1984 | "The Girl Most Likely To"                                        | —                    | —                    | 17                   | —                    | —                    | —                    | 5                    | Shining                                         |
| 1985 | "The Part of Me That Needs You Most"                             | —                    | —                    | 61                   | —                    | —                    | —                    | 57                   | Throwin' Rocks at the Moon                      |
| 1986 | "America Is"                                                     | —                    | —                    | 62                   | —                    | —                    | —                    | —                    | Throwin' Rocks at the Moon                      |
| 1986 | "Night Life"                                                     | —                    | —                    | 59                   | —                    | —                    | —                    | —                    | Night Life                                      |
| 1988 | "As Long As We Got Each Other" (with Dusty Springfield)          | 7                    | —                    | —                    | —                    | —                    | —                    | —                    | Midnight Minute                                 |
| 1989 | "Don't Leave Love (Out There All Alone)"                         | 39                   | —                    | —                    | —                    | —                    | —                    | —                    | Midnight Minute                                 |
| 2000 | "You Call That a Mountain"                                       | —                    | —                    | 66                   | —                    | —                    | —                    | —                    | You Call That a Mountain                        |
| 2013 | "I Just Can't Help Believing" (with Vince Gill)                  | —                    | —                    | —                    | —                    | —                    | —                    | —                    | The Living Room Sessions                        |